# Claudio Muccioli
Pour les articles homonymes, voir Muccioli.
Claudio Muccioli, né en 1958, est un homme politique de Saint-Marin, membre du Parti démocrate-chrétien. Il est capitaine-régent de Saint-Marin du 1er octobre 2005 au 1er avril 2006 avec Antonello Bacciocchi. Il est actuellement le président du Panathlon Club Saint-Marin.